# Subvenție
O subvenție sau un stimulent guvernamental este o formă de ajutor sau de sprijin financiar ce reprezintă o ramură a sectorului economic (persoane juridice sau fizice) și care are, în general, scopul de a promova politica economică și socială.  Cu toate că, de obicei, se află în strânsă legătură cu guvernul, termenul de subvenție se poate referi, de fapt, la orice tip de sprijin - spre exemplu cele oferite către ONG-uri sau subvențiile aferente. Subvențiile se împart în mai multe categorii, printre care: directe (subvenții în numerar, împrumuturi fără dobândă) și indirecte (scutiri fiscale, asigurări, împrumuturi cu dobândă scăzută, amortizare accelerată, rabaturi la chirii).  
De asemenea, mai există și subvenții cu valoare ridicată sau scăzută, legitime sau nelegitime, etice sau non-etice. Cele mai frecvente tipuri de subvenții sunt cele destinate producătorului sau consumatorului. Subvențiile pentru producător/producție asigură o îmbunătățire a calității serviciilor oferite de producători fie prin acordarea de asistență cu privire la prețul pieței, fie prin sprijin direct sau plăți către factori de producție.  Subvențiile pentru consumator/consum reduc, în general, prețul bunurilor și serviciilor pentru consumator. De exemplu, în SUA, a existat o perioadă în care benzina era mai ieftină decât apa îmbuteliată. 

## Tipuri

### Subvenție pentru producție
Subvențiile pentru producție încurajează furnizorii să crească producția unui anumit bun prin compensarea parțială a costurilor sau pierderilor de producție.  Au drept obiectiv principal extinderea producției unui anumit bun, astfel încât piața să îl promoveze, dar fără a ridica prețul final pentru consumatori. Acest tip de subvenție predomină pe piețele dezvoltate.  Alte exemple de acest tip sunt: asistență la crearea unei noi firme (Schema de investiții în întreprinderi), industrie (politica industrială) dar și dezvoltarea anumitor zone (politica regională). Subiectul subvențiilor pentru producție este dezbătut în mod critic în literatura de specialitate, deoarece acestea pot cauza multe probleme, inclusiv costul adițional de stocare al produselor suplimentare, reducerea prețurilor de pe piața mondială și stimularea producătorilor pentru supraproducție - spre exemplu, un fermier care produce excesiv în raport cu capacitatea de transport a terenului său. 

### Subvenție pentru consumator/consum
Subvențiile pentru consum sunt cele care subvenționează comportamentul consumatorilor. Acest tip de subvenții sunt frecvente în țările în curs de dezvoltare unde guvernele subvenționează alimente, apă, electricitate și educație, pe motivul că, oricât de sărace ar fi aceste state, cerințele lor de bază trebuie îndeplinite.  De exemplu, unele guverne oferă rate de economisire a energiei electrice, ceea ce înseamnă că prima creștere a energiei electrice din fiecare lună este subvenționată. Studiile recente arată că, în multe țări, cheltuielile guvernamentale pentru subvenții rămân ridicate, însumând adesea câteva puncte procentuale din PIB. Subvenționarea la o asemenea scară implică costuri de oportunitate substanțiale. Există cel puțin trei motive întemeiate pentru studierea comportamentului subvenției guvernamentale. În primul rând, subvențiile reprezintă un instrument major al politicii cheltuielilor guvernamentale. În al doilea rând, la nivel intern, subvențiile afectează deciziile de alocare a resurselor interne, distribuirea veniturilor și productivitatea cheltuielilor. 

### Subvenție pentru export
O subvenție pentru export reprezintă un sprijin de la guvern pentru produsele care sunt exportate, ca modalitate de a susține balanța de plăți a țării.  Usha Haley și George Haley au identificat subvențiile pentru industria prelucrătoare oferite de guvernul chinez și modul în care acestea au modificat structura comerțului.  În mod tradițional, economiștii au susținut că subvențiile aduc beneficii consumatorilor, dar afectează țările subvenționate. Datele furnizate de Haley și Haley au demonstrat că, pe parcursul deceniul de după aderarea Chinei la Organizația Mondială a Comerțului, subvențiile industriale au avut un rol esențial, oferindu-i Chinei un avantaj de care nu beneficia anterior în industria oțelului, a sticlei, a hârtiei, a pieselor auto și a energiei solare.
Este bine cunoscut faptul că acest tip de subvenție generează abuzuri. De exemplu, unii exportatori au supraevaluat în mod substanțial valoarea bunurilor lor, astfel încât să beneficieze cât mai mult de subvenția pentru export. O altă metodă este aceea de a exporta un lot de mărfuri către o țară străină, dar aceleași mărfuri vor fi reimportate de același comerciant folosind o rută ocolitoare și schimbând descrierea produsului, astfel încât să le ascundă originea. În acest mod, comerciantul beneficiază de subvenția pentru export fără a crea valoare comercială reală pentru economie. O astfel de subvenție poate deveni o politică perturbatoare și predispusă eșecului. 

### Subvenție pentru import
O subvenție pentru import este o formă de sprijin financiar oferit de guvern pentru produsele importate. În comparație cu subvenția pentru export, o subvenție pentru import reduce și mai mult prețul suportat de către consumatori pentru mărfurile importate. În funcție de subiect, acest tip de subvenție are diverse efecte. De exemplu, consumatorii din țara importatoare au un nivel de trai mai ridicat și au parte de o creștere a bunăstării acestora datorită scăderii prețului mărfurilor importate, precum și a scăderii prețului bunurilor substitutive interne. În schimb, consumatorii din țara exportatoare înregistrează o scădere a bunăstării consumatorilor din cauza creșterii prețului bunurilor lor interne. Mai mult, producătorii țării importatoare înregistrează o scădere a bunăstării din cauza scăderii prețului bunului de pe piața lor. Pe de altă parte, exportatorii țării producătoare înregistrează o creștere a bunăstării datorită creșterii cererii. În cele din urmă, subvenția pentru import este folosită rar din cauza unei pierderi generale a bunăstării țării care se produce din cauza scăderii producției interne și a reducerii producției în întreaga lume. Totuși, aceasta poate duce la o redistribuire a veniturilor. 

### Subvenție pentru angajare
O subvenție pentru angajare servește ca stimulent acordat întreprinderilor pentru a oferi mai multe oportunități de muncă, pentru a reduce nivelul șomajului din țară (subvenții pentru venituri) sau pentru a încuraja cercetarea și dezvoltarea.  Prin intermediul acestor subvenții, guvernul oferă asistență pentru salarii. Prestațiile de securitate socială constituie o altă formă de subvenție pentru angajare. Acest tip de subvenție asigură oricărei persoane un nivel minim de trai. 

### Subvenție fiscală
Guvernul poate crea același rezultat fie prin scutiri fiscale selective, fie prin plata în numerar.  De exemplu, să presupunem că un guvern transmite unui grup care plătește 15% impozit pe venit, asistență monetară care rambursează 15% din totalul cheltuielilor pentru sănătate. Exact același tip de subvenție se poate obține acordând o deducere fiscală pentru sănătate. Subvențiile fiscale sunt cunoscute și sub denumirea de cheltuieli fiscale . 
Scutirile fiscale sunt adesea considerate a fi un tip de subvenție. Ca și alte subvenții, ele denaturează economia; dar scutirile fiscale sunt, de asemenea, mai puțin transparente și greu de anulat. 

### Subvenții pentru transport
Unele guverne oferă subvenții pentru transport, în special pentru transportul cu autobuzul și transportul feroviar. În comparație cu mașinile, acestea reduc aglomerarea și poluarea. În UE, subvențiile feroviare au o valoare în jur de 73 de miliarde de euro, iar în China ajung la 130 de miliarde de dolari.  
Aeroporturile aflate în proprietatea statului pot reprezenta o subvenție indirectă dacă se pierd bani. De exemplu, Uniunea Europeană critică Germania pentru numărul mare de aeroporturi care nu aduc profit. Aceste aeroporturi sunt utilizate în principal de companiile aeriene „low cost”, acordul reprezentând o subvenție ilegală.   
În multe țări, șoselele și autostrăzile sunt plătite mai degrabă prin venituri generale decât prin taxe de trecere sau alte fonduri exclusive. Acestea din urmă sunt plătite numai de participanții la trafic, creându-se astfel o subvenție indirectă pentru transportul rutier. Criticii consideră subvenție indirectă și faptul că în Germania autocarele nu plătesc taxe de trecere, ceea ce atrage atenția asupra taxelor de acces la căile ferate.   

### Subvenții pentru petrol
O subvenție pentru petrol vizează scăderea prețului general al petrolului. Acest tip de subvenție a jucat întotdeauna un rol important în istoria Statelor Unite ale Americii, fiind introdusă încă din Primul Război Mondial și crescând în următoarele decenii. Totuși, din cauza schimbărilor de percepție asupra mediului, în 2012, președintele Barack Obama a pus capăt subvențiilor din industria petrolieră, care însumau la acea vreme 4 miliarde de dolari.  Secretarul general al Organizației Națiunilor Unite, António Guterres, a solicitat încetarea subvențiilor pentru combustibilii fosili. 

### Subvenții pentru locuințe
Subvențiile pentru locuințe sunt concepute pentru a promova industria construcțiilor și deținerea de locuințe. Începând cu 2018, în Statele Unite ale Americii, subvențiile pentru locuințe au însumat aproximativ 15 miliarde de dolari pe an. Subvențiile pentru locuințe sunt de două tipuri: sprijin pentru plata în avans și subvenționarea ratei dobânzii. Scăderea dobânzii ipotecare din impozitul pe veniturile federale reprezintă cea mai mare subvenție la rata dobânzii. În plus, guvernul federal va ajuta familiile cu venituri mici în ceea ce privește plata în avans, ajungându-se la 10,9 milioane de dolari în 2008.  Eliminarea subvențiilor pentru energie este privită ca o măsură necesară pentru combaterea emisiilor de gaze cu efect de seră, întrucât contribuie la scăderea consumului de energie. 

### Externalități de mediu
Asemenea subvențiilor convenționale și formale subliniate mai sus, există o mulțime de subvenții implicite, în principal sub formă de externalități de mediu.  Aceste subvenții includ tot ceea ce este omis, dar nu și contabilizat. Prin urmare, reprezintă o externalitate. Includ acțiuni precum poluarea aerului de către conducătorii auto, folosirea pesticidelor de către fermieri, acestea putând polua ecosistemele, fără a despăgubi pe nimeni sau producția britanică de electricitate, care are ca rezultat precipitații acide suplimentare în Scandinavia.   În aceste exemple, cel care poluează câștigă efectiv un beneficiu net, fără a-i despăgubi pe cei afectați. Deși ele nu constituie subvenții sub formă de sprijin economic direct din partea Guvernului, nu sunt mai puțin dăunătoare din punct de vedere economic, social și ecologic. 
Un raport din 2015 a studiat subvențiile implicite care revin unui număr de 20 de companii de combustibili fosili și a constatat că, deși este extrem de profitabil, costul economic ascuns pentru societate era de asemenea ridicat.   Raportul cuprinde perioada 2008–2012 și constată că: „pentru toate companiile și pentru toți anii, costul economic pentru societate al emisiilor de CO2 au fost mai mari decât profitul lor după impozitare, cu excepția unică a ExxonMobil în 2008. :4 Situația companiilor de cărbune pur s-a înrăutățit: „costul economic pentru societate depășește veniturile totale (ocuparea forței de muncă, impozitele, achizițiile de aprovizionare și ocuparea forței de muncă în mod indirect) în toți anii, acest cost variind între aproape 2$ și aproape 9$ pe 1$ din venituri. :4–5

## Clasificarea subvențiilor

### Cu valoare ridicată și scăzută
Aceste subvenții diverse pot fi împărțite în subvenții cu valoare ridicată și scăzută. Subvențiile cu valoare scăzută sunt acele transferuri monetare care sunt ușor de identificat și au un scop clar. De obicei, ele sunt caracterizate printr-un transfer monetar între guverne și instituții sau între întreprinderi și persoane fizice. Un exemplu clasic este plata guvernamentală către un fermier. 
În schimb, subvențiile cu valoare ridicată includ atât subvențiile monetare, cât și cele nemonetare și sunt adesea greu de identificat.  O astfel de subvenție este mai puțin atribuibită și mai puțin transparentă. Externitățile de mediu sunt cel mai frecvent tip de subvenție cu valoare ridicată.  

## Efecte economice

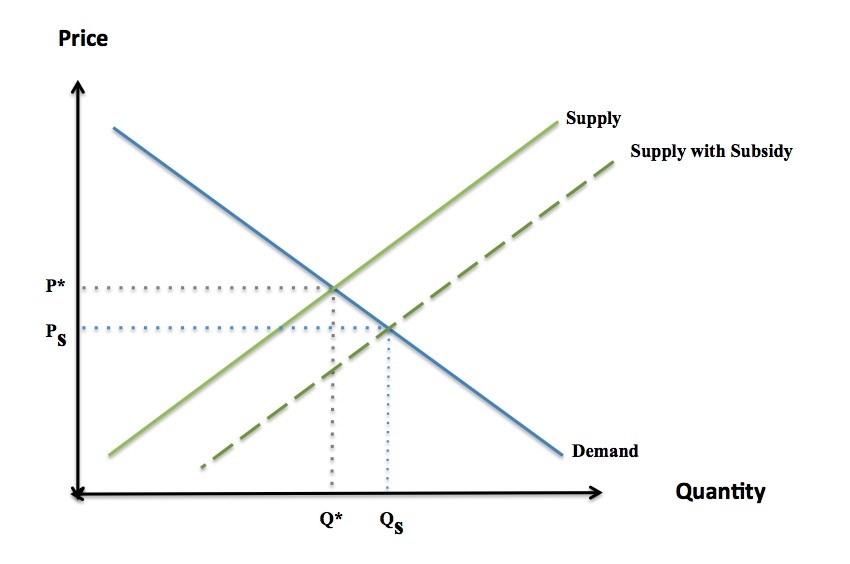

Echilibrul concurențial este o stare de echilibru între cumpărători și furnizori în care cantitatea cerută de un bun este egală cu cantitatea furnizată la un preț specificat. Când cererea de cantitate depășește cantitatea de echilibru, prețul scade; în schimb, o reducere a ofertei unui bun dincolo de cantitatea de echilibru implică o creștere a prețului.  Scopul unei subvenții este de a schimba curba ofertei sau a cererii către dreapta (adică crește oferta sau cererea) cu valoarea subvenției. Dacă un consumator primește subvenția, un preț mai mic al unui bun rezultat din subvenția marginală pentru consum crește cererea, schimbând curba cererii către dreapta. Dacă un furnizor primește subvenția, o creștere a prețului (veniturilor) care rezultă din subvenția marginală pentru rezultatele producției crește oferta, mutând curba ofertei la dreapta. 

Presupunând că piața se află într-un echilibru competitiv perfect, o subvenție crește oferta bunului dincolo de cantitatea de echilibru concurențial. Dezechilibrul creează pierderi nerecuperabile. Pierderea nerecuperabilă survenită în urma unei subvenții reprezintă suma prin care costul subvenției depășește câștigurile subvenției.  Amploarea pierderii nerecuperabile depinde de mărimea subvenției și este considerată un eșec al pieței sau ineficiență.
Scăderea prețului mărfurilor dintr-o țară cu ajutorul subvențiilor duce la o competitivitate mai mare a acelor mărfuri în raport cu cele străine, reducând astfel concurența străină.  Drept urmare, multe țări în curs de dezvoltare nu se pot angaja în comerț exterior și beneficiază de prețuri mai mici pentru produsele lor pe piața mondială. Acest lucru este considerat protecționism: o politică guvernamentală de ridicare a unor bariere comerciale cu scopul de a proteja industriile interne.  Problema cu protecționismul apare atunci când industriile sunt selectate mai degrabă din motive naționaliste (Industrie nouă), decât din dorința de a obține un avantaj comparativ. Distorsiunea pieței și reducerea protecției sociale reprezintă logica din spatele politicii Băncii Mondiale pentru eliminarea subvențiilor în țările în curs de dezvoltare. 
Subvențiile creează efecte de propagare în alte sectoare și industrii economice. Un produs subvenționat vândut pe piața mondială scade prețul bunului în alte țări. Întrucât subvențiile au drept rezultat venituri mai mici pentru producătorii din țări străine, ele reprezintă o sursă de tensiune între Statele Unite, Europa și țările mai sărace în curs de dezvoltare.  În timp ce subvențiile pot oferi beneficii imediate unei industrii, pe termen lung se poate dovedi că acestea au efecte non-etice și negative. Subvențiile au scopul de a sprijini interesul public. Totuși, este posibil ca ele să încalce principii etice sau legale dacă conduc la creșterea prețurilor de consum sau dacă furnizează beneficii unor producători în detrimentul altora.  De exemplu, subvențiile interne acordate de fiecare stat american pot fi neconstituționale dacă discriminează producătorii din afara statului, încălcând Clauza privind Privilegiile și Imunitățile sau Clauza privind Comerțul Inactiv din Constituția Statelor Unite.  În funcție de natura lor, subvențiile sunt descurajate prin acorduri comerciale internaționale, precum Organizația Mondială a Comerțului (OMC). Totuși, această tendință se poate schimba în viitor, deoarece nevoile de dezvoltare durabilă și protecția mediului ar putea sugera interpretări diferite cu privire la subvențiile pentru energie și energie regenerabilă .  În raportul său din iulie 2019, „ Going for Growth 2019: Momentul reformei este acum ”, OCDE sugerează că țările utilizează mai eficient taxele de mediu, eliminând treptat subvențiile agricole și scutirile fiscale dăunătoare pentru mediu.  

## Subvenții cu efecte negative

### Definiții
Cu toate că subvențiile pot fi importante, multe au efecte negative, în sensul că au consecințe nefavorabile. Pentru a avea efecte negative, subvențiile trebuie să exercite efecte care sunt în mod evident și semnificativ negative atât din punct de vedere economic, cât și ecologic.  O subvenție debutează rar ca una cu efecte negative, dar în timp, o subvenție legitimă eficace poate deveni una cu efecte negative sau nelegitimă dacă nu este retrasă după îndeplinirea obiectivului său sau pe măsură ce obiectivele politice se schimbă. În prezent, subvențiile cu efecte negative sunt atât de răspândite încât, din 2007, ele au însumat 2 trilioane de dolari pe an numai în cele mai subvenționate șase sectoare (agricultură, combustibili fosili, transport rutier, apă, pescuit și silvicultură). 

### Efecte
Efectele dăunătoare ale subvențiilor cu efecte negative sunt de natură și anvergură diverse. Studii de caz din sectoare diferite sunt evidențiate mai jos, dar pot fi rezumate după cum urmează. 
În mod direct, acestea sunt costisitoare pentru guverne, întrucât direcționează resurse în afara altor priorități legitime necesare (cum ar fi protecția mediului, educația, sănătatea sau infrastructura).    
În mod indirect, acestea cauzează degradarea mediului (exploatarea resurselor, poluarea, pierderea peisajului, utilizarea necorespunzătoare și excesivă a fondurilor) care, împreună cu prejudiciile sale fundamentale, acționează ca o altă piedică asupra economiilor; tind să beneficieze cei minoritari în detrimentul celor majoritari, iar cei bogați în detrimentul celor săraci; conduc la polarizarea dezvoltării dintre emisfera Nordică și cea Sudică; determină scăderea prețurilor de piață la nivel global; și subminează deciziile de investiții, reducând presiunea asupra întreprinderilor de a deveni mai eficiente.    În timp, acest ultim efect presupune că sprijinul va deveni consacrat în comportamentul uman și în deciziile de afaceri, până în punctul în care oamenii ajung să se bazeze pe subvenții, fiind chiar dependenți de acestea, „blocându-le” în societate. 
Atitudinile consumatorilor nu se schimbă și devin demodate și ineficiente, îndepărtându-se de scopul principal; în plus, fiindcă subvențiile au fost folosite în mod constant de-a lungul timpului, oamenii se simt încă îndreptățiți să le primească.  În ciuda faptului că guvernele sunt responsabile de crearea și  rezilierea subvențiilor sau lipsa acestei rezilieri, este totuși ironic că subvențiile cu efecte negative nu sunt abordate mai riguros, mai ales că cele de mai sus subliniază contradicția lor cu politicile declarate de majoritatea guvernelor.  

### Implementare
Subvențiile cu efecte negative nu sunt abordate la fel de ferm cum ar trebui. În principal, acest lucru se datorează faptului că acestea devin „blocate” în societate, provocând blocaje birocratice și inerție instituțională.   Atunci când se sugerează reduceri, mulți susțin (cei mai înverșunați în argumentarea lor fiind cei „îndreptățiți”, precum grupuri de interese speciale și lobbyiști politici) că acestea vor perturba și dăuna vieții persoanelor care le primesc, vor denatura competitivitatea internă, limitând oportunitățile comerciale și vor crește șomajul.   Guvernele individuale recunosc aceasta ca fiind „dilema prizonierului ” - în măsura în care, chiar dacă ei doreau să adopte reforma subvenției, acționând în mod unilateral, se tem doar de efectele negative care vor apărea dacă alții nu vor urma același traseu.  În plus, reducerea subvențiilor, oricât de negative ar fi, este considerată o politică de pierdere a voturilor.  
Reforma subvențiilor cu efecte negative se află într-un moment favorabil. Condițiile economice actuale presupun că guvernele sunt forțate spre constrângeri fiscale și caută modalități de reducere a rolurilor activiștilor în economiile lor.  Există două căi principale de reformă: unilaterală și multilaterală. Acordurile unilaterale (ce includ o singură țară) sunt mai puțin susceptibile să fie întreprinse datorită motivelor prezentate mai sus, deși Noua Zeelandă,  Rusia, Bangladesh ș.a. reprezintă exemple de succes.  Acțiunile multilaterale întreprinse de mai multe țări au mai multe șanse de reușită, întrucât acest lucru reduce preocupările privind competitivitatea, dar sunt mai greu de implementat, necesitând o colaborare internațională mai mare prin intermediul unui organism precum OMC.  Indiferent de calea urmată, factorii de decizie ar trebui să fie următorii: să creeze politici alternative care să vizeze aceeași problemă ca subvențiile inițiale, dar mai bune; să dezvolte strategii de eliminare a subvențiilor care permit reîntoarcerea disciplinei pieței; să introducă dispoziții de caducitate care impun ca subvențiile rămase să fie rejustificate periodic; și să facă subvențiile cu efecte negative mai transparente pentru contribuabili cu scopul de a diminua preocuparea „pierderii votului”.  

### Exemple

#### Subvenții agricole
Sprijinul pentru agricultură datează din secolul al XIX-lea și a fost dezvoltat pe scară largă în UE și SUA de-a lungul celor două Războaie Mondiale și Marii Crize Economice pentru a proteja producția internă de produse alimentare, dar încă rămâne important în întreaga lume.   În 2005, fermierii americani au primit 14 miliarde de dolari, iar fermierii din UE 47 de miliarde de dolari în subvenții agricole. Astăzi, subvențiile agricole sunt apărate pentru faptul că ajută agricultorii să-și mențină traiul. Majoritatea plăților se bazează pe intrări și ieșiri și astfel favorizează întreprinderile agricole care produc în cantități mult mai mari față de micii agricultori.   În SUA, aproape 30% din plăți se duc către primii 2% dintre fermieri.   
Prin subvenționarea intrărilor și ieșirilor cu ajutorul unor sisteme precum „subvenția bazată pe randament”, fermierii sunt încurajați să producă excesiv folosind metode intensive, inclusiv folosirea mai multor îngrășăminte și pesticide; creșterea monoculturilor cu randament ridicat; reducerea rotației culturilor; scurtarea perioadele în care nu se cultivă și promovarea schimbării exploatării terenului de la păduri, păduri tropicale și zone umede la terenuri agricole.  Toate acestea duc la degradarea severă a mediului, incluzând efecte adverse asupra calității și productivității solului, inclusiv eroziunea, aportul de nutrienți și salinitatea, care la rândul lor afectează depozitarea și ciclul de carbon, retenția de apă și rezistența la secetă; calitatea apei, inclusiv poluarea, depunerea de nutrienți și eutrofizarea căilor navigabile și scăderea nivelurilor de apă; diversitatea florei și faunei, inclusiv a speciilor indigene, atât direct, cât și indirect, prin distrugerea habitatelor, ceea ce duce la o anihilare genetică.   
Se presupune că cultivatorii de bumbac din SUA primesc jumătate din veniturile lor de la guvern în baza Proiectului de Lege privind agricultura din 2002. Plățile de subvenție au stimulat supraproducția și au avut ca urmare o recoltă record a bumbacului în 2002, iar o mare parte din aceasta a trebuit să fie vândută la prețuri foarte reduse pe piața globală.  Pentru producătorii străini, prețul scăzut al bumbacului a determinat scăderea prețurilor lor cu mult sub pragul de rentabilitate. De fapt, fermierii africani au primit de la 35 la 40 de cenți pe liră pentru bumbac, în timp ce cultivatorii de bumbac americani, susținuți de plățile agricole guvernamentale, au primit 75 de cenți. Țările în curs de dezvoltare și organizațiile comerciale susțin că țările mai sărace ar trebui să poată exporta principalele mărfuri pentru a supraviețui, dar legile protecționiste și plățile din Statele Unite și Europa împiedică aceste țări să se angajeze în oportunități comerciale internaționale. 

#### Pescuit
Astăzi, multe dintre cele mai importante pescării din lume sunt exploatate excesiv; în 2002, WWF estimează acest lucru la aproximativ 75%. Subvențiile pentru pescuit includ „asistență directă pentru pescari; programe de sprijin pentru împrumuturi; preferințe fiscale și asistență de asigurare; programe de capital și infrastructură; programe de asistență în stabilirea prețurilor și marketing; programe de gestionare, cercetare și conservare a pescuitului.”  Acestea promovează extinderea flotelor de pescuit, aprovizionarea cu plase mai mari și mai lungi, randamente mai mari și capturi nediscriminate, precum și diminuarea riscurilor care încurajează investițiile ulterioare în operațiuni pe scară largă, în defavoarea industriei pe scară mică care are deja dificultăți.   În mod colectiv, acestea au ca rezultat supracapitalizarea și pescuitul maritim excesiv. 
Există patru categorii de subvenții pentru pescuit. Prima este reprezentată de transferurile financiare directe, a doua de transferurile și serviciile financiare indirecte, a treia de anumite forme de intervenție și a patra, de lipsa unei intervenții. Prima categorie se referă la plățile directe de la guvern primite de industria de pescuit. Acestea afectează de obicei profiturile industriei pe termen scurt și pot fi negative sau pozitive. Cea de-a doua categorie se referă la intervenția guvernului, dar care nu îi include pe cei din prima categorie. Aceste subvenții afectează, de asemenea, profiturile pe termen scurt, dar de obicei nu sunt negative. Cea de-a treia categorie include intervenția care are ca rezultat un impact economic negativ pe termen scurt, dar beneficii economice pe termen lung. Acestea sunt, de obicei, beneficii generale pentru societate, ca de exemplu, mediul. Cea din urmă categorie se referă la lipsa de intervenție a guvernului, fapt ce permite producătorilor să impună anumite costuri de producție asupra altora. Aceste subvenții tind să conducă la beneficii pozitive pe termen scurt, dar negative pe termen lung. 

#### Altele
Profiturile Ligii Naționale de Fotbal din SUA (NFL) au înregistrat recorduri de 11 miliarde de dolari, cel mai mare record dintre toate sporturile. NFL a avut statut de scutire fiscală până a renunțat voluntar la acesta în 2015, iar noi stadioane au fost construite cu subvenții publice.  
Indicele Angajamentului pentru Dezvoltare (CDI), publicat de Centrul pentru Dezvoltare Globală, măsoară efectul pe care subvențiile și barierele comerciale îl au de fapt asupra lumii nedezvoltate. Utilizează comerțul, împreună cu alte șase componente, cum ar fi ajutorul sau investiția, pentru a clasifica și evalua țările dezvoltate cu privire la politicile care afectează lumea nedezvoltată. Constată că cele mai bogate țări cheltuiesc 106 miliarde de dolari pe an subvenționându-și propriii fermieri - aproximativ exact cât cheltuiesc pe ajutorul extern. 